# Kim Leine
Kim Leine Rasmussen (født 28. august 1961 i Bø i Telemark) er en dansk-norsk romanforfatter.
Barndomsårene tilbragte han i den norske bygd Seljord, hvor familien var præget af deres tro som Jehovas Vidner. 1978 flyttede han til Danmark, hvor han i fem år boede hos sin far. Derefter blev han uddannet sygeplejerske på Bispebjerg Sygeplejerskole i 1987. 1989 flyttede han med sin hustru til Grønland, hvor de boede 3 år i Nuuk og senere i Østgrønland og på Langeland. År 2000 blev han skilt og i 2004 vendte han tilbage til Danmark. Efter siden 12-årsalderen at have læst og skrevet kontinuerligt, debuterede han i en alder af 46 år med romanen Kalak.
Han har to børn fra hvert af sine to ægteskaber.
Hans bøger er oversat til tyve sprog og har vundet flere anerkendte priser.